# 이산화 납
이산화 납(Lead dioxide) 또는 산화 납(IV)(Lead(IV) oxide)는 화학식 PbO2을 갖는 무기 화합물이다. 납의 산화수가 +4에 속하는 산화물이다. 어두운 갈색 고체이며 물에 녹지 않는다. 2개의 결정 형태로 존재한다. 전기화학, 특히 납 축전지의 양극으로서 여러 부문에 중요하게 사용된다.

## 안전
납 화합물들은 독성이 있다.